# آرایکس جی۱۸۵۶٫۵–۳۷۵۴
آرایکس جی۱۸۵۶.۵-۳۷۵۴ یک ستاره است که در صورت فلکی تاج جنوبی قرار دارد.